# Riksväg 9, Estland
Riksväg 9 är en primär riksväg i Estland. Vägen är 81 kilometer lång och går mellan Riksväg 4 vid byn Ääsmäe och färjeläget vid byn Rus, väster om staden Hapsal.
Vägen ansluter till:
- Riksväg 4 (vid Ääsmäe)
- Riksväg 10 (vid Risti)
- Riksväg 17 (vid Saunja)
- Riksväg 31 (vid Hapsal)

## Historik
Vägen mellan Tallinn och Hapsal hade på 1930-talet vägnummer 6 för att därefter på Sovjetunionens tid istället få beteckningen A206. Mellan åren 1995 och 1998 var denna väg klassificerad som en sekundär riksväg och hade då vägnummer 16.

## Källor

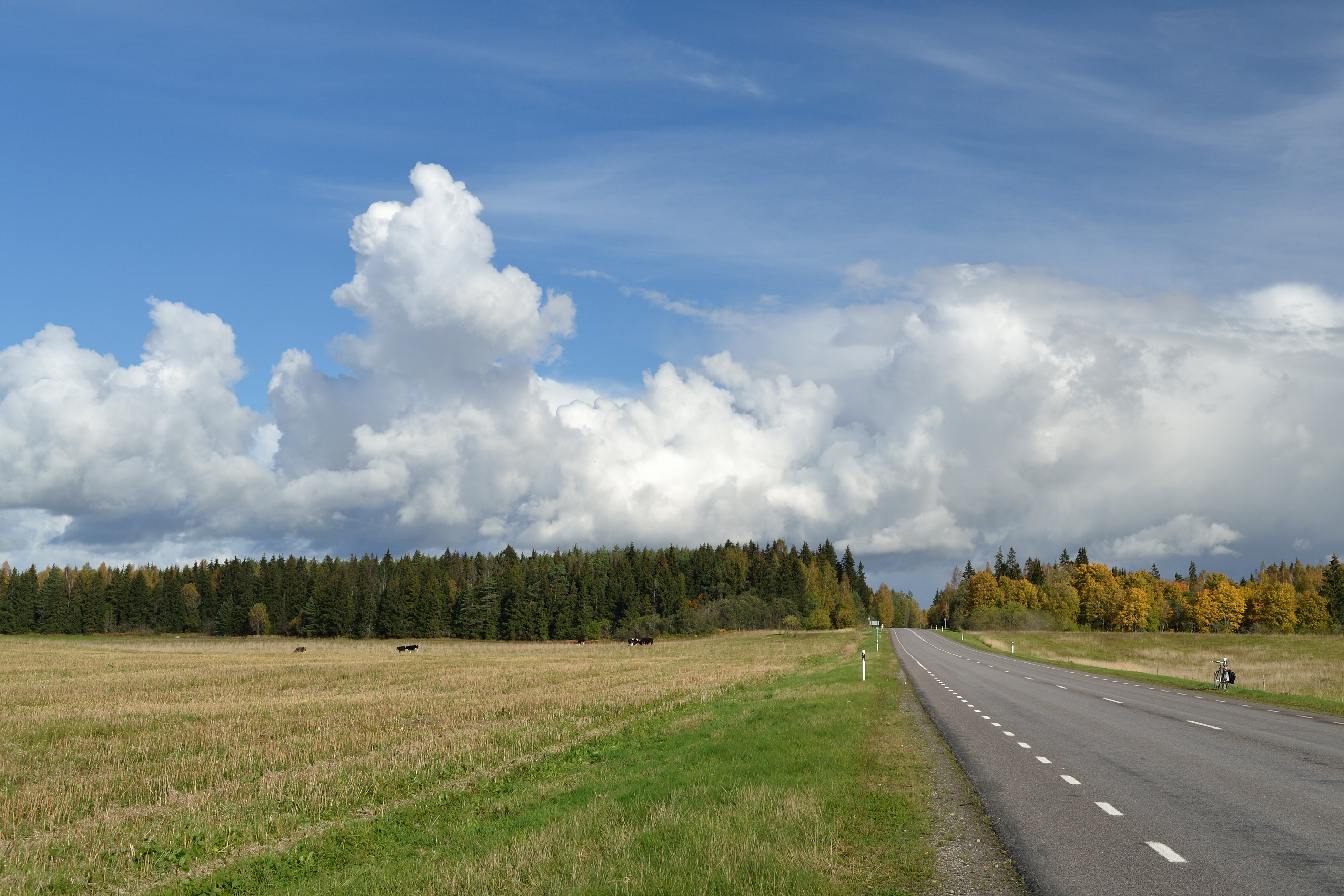
Riksväg 9 vid byn Kabila.